# Ernest Webnje Nfor
Ernest Webnje Nfor (ur. 28 kwietnia 1986 w Bertoua) – piłkarz kameruński grający na pozycji napastnika. Od 2020 jest zawodnikiem klubu KSC Lokeren-Temse.

## Kariera klubowa
Nfor rozpoczął karierę w klubie z rodzinnego kraju Sable FC. W 2005 roku trafił do Belgii. Występował kolejno w: KAA Gent, KMSK Deinze, KV Kortrijk, ponownie KAA Gent, SV Zulte Waregem i po raz drugi KV Kortrijk. Latem 2013 roku wyjechał do Azerbejdżanu, gdzie został zawodnikiem Neftçi PFK, klubu, który kilka tygodni wcześniej świętował tytuł mistrza kraju. Następnie grał kolejno w takich klubach jak: Al-Wehda, Beerschot Wilrijk, Fulad Ahwaz, Birkirara FC, FCV Dender EH, OLSA Brakel, KSV Temse i KSC Lokeren-Temse.

## Kariera reprezentacyjna
W reprezentacji Kamerunu zadebiutował 17 października 2012 roku w towarzyskim meczu przeciwko Kolumbii. Zagrał przez pełne 90 minut, a w 65 minucie został ukarany żółtą kartką.